# Adoración
En religión, la adoración es el culto rendido a lo que se considera una divinidad.

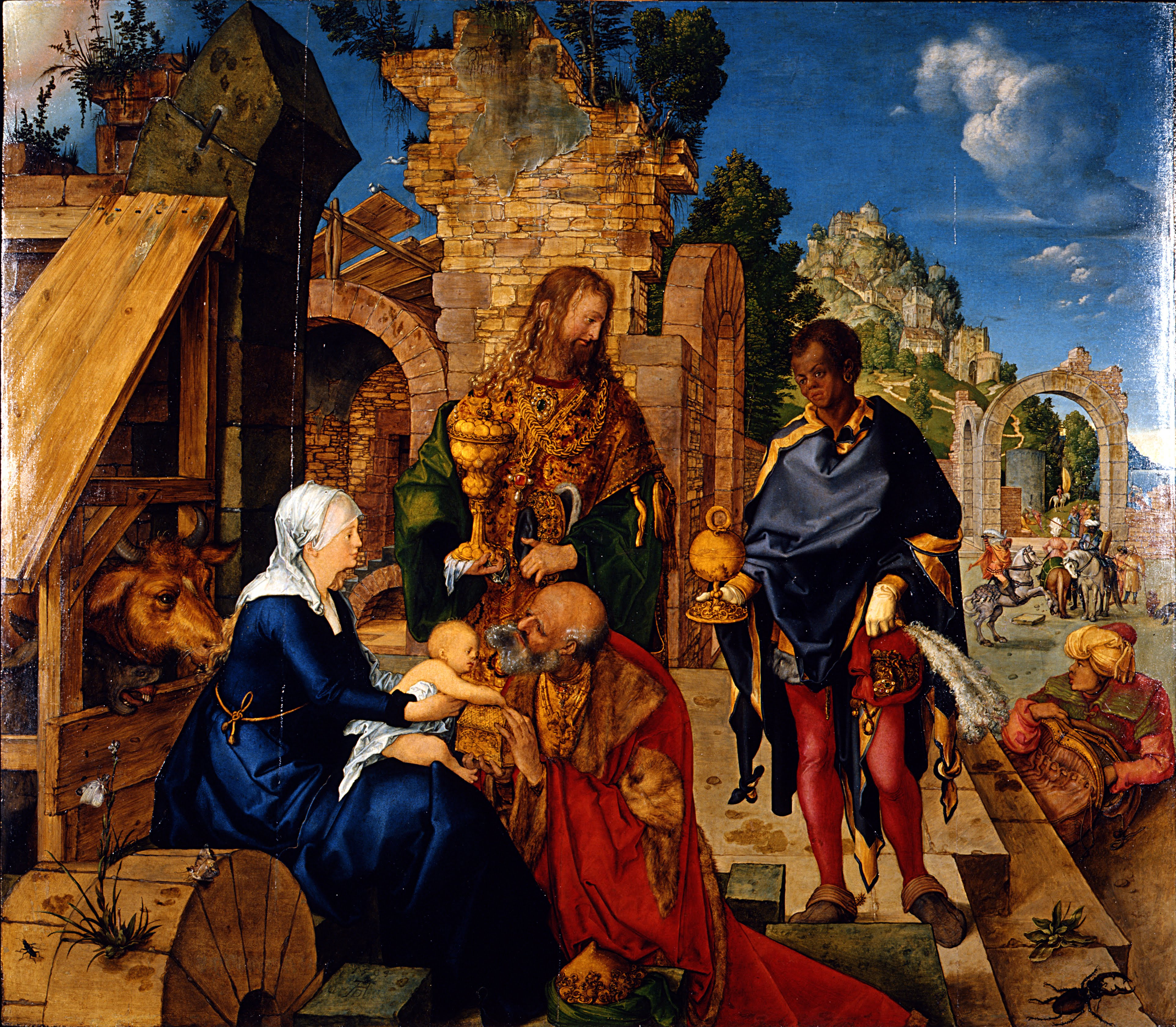
Adoración al niño y los magos (obra de Alberto Durero).

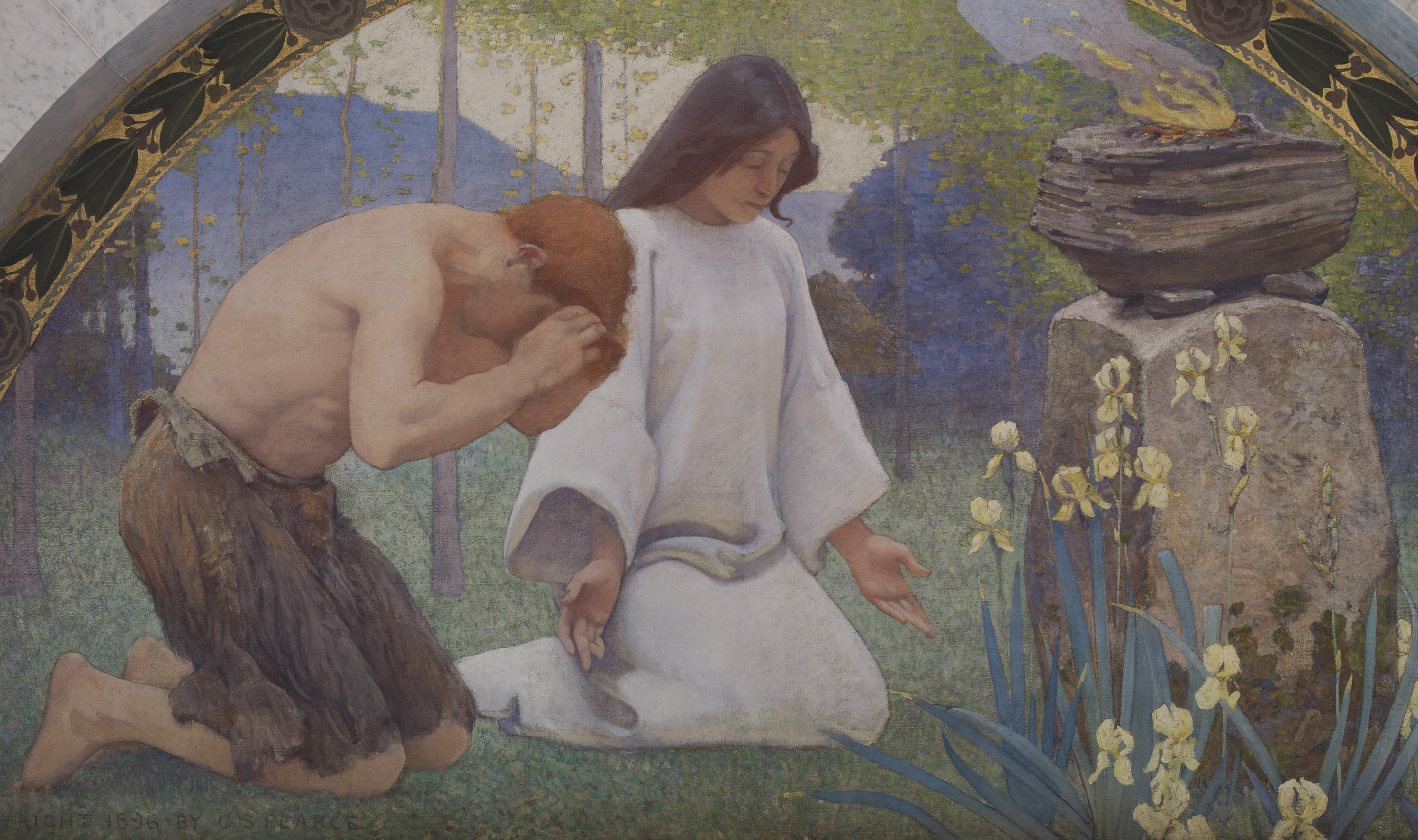
Detalle de Religion por Charles Sprague Pearce (1896)

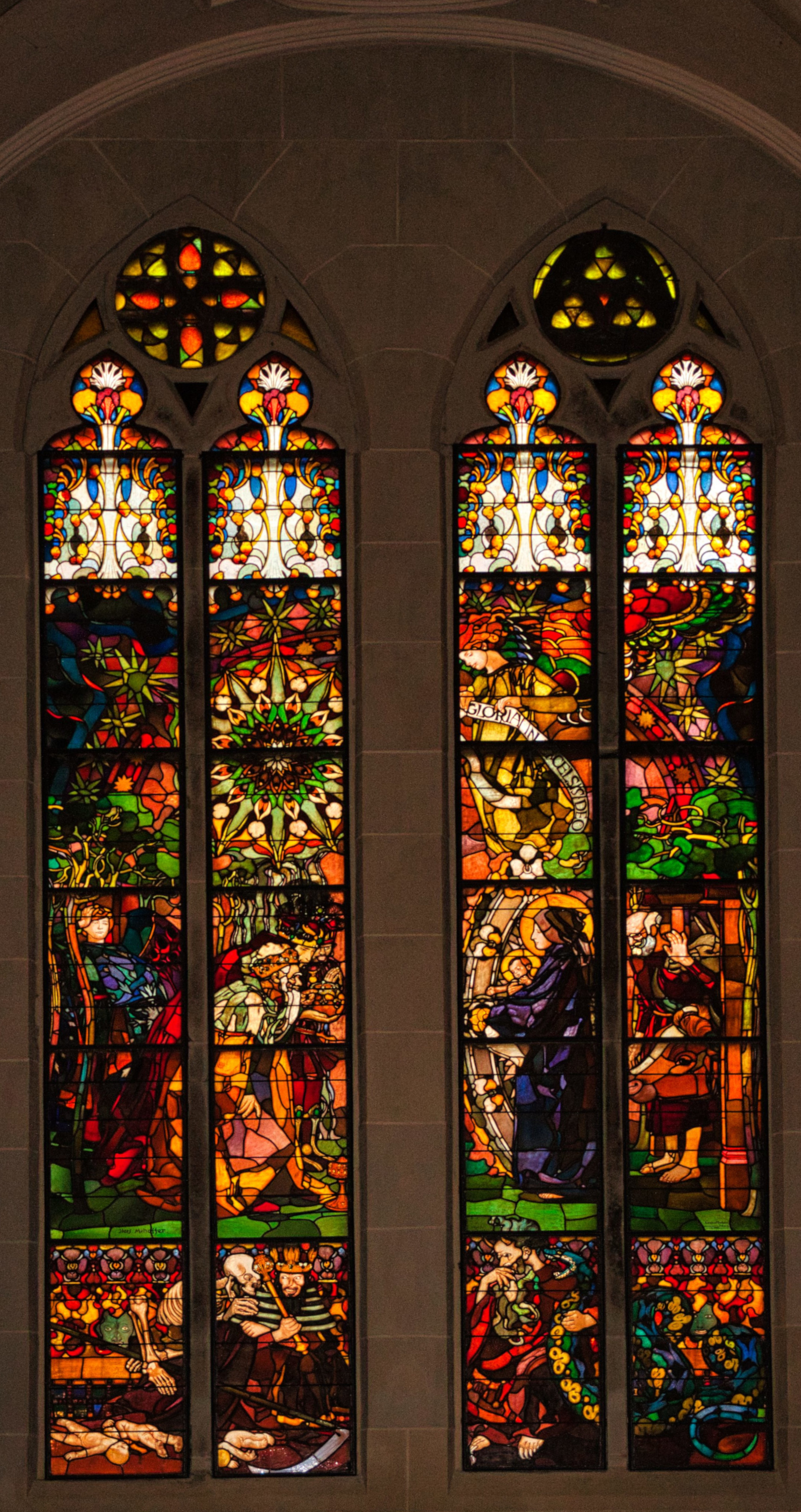
Adoración al niño y los magos (1902-1904), obra de Józef Mehoffer ubicada en la catedral Saint-Nicolas de Friburgo, Suiza

En general se refiere a los actos de oración o devoción, típicamente dirigidos a entidades sobrenaturales, como los dioses o diosas. Es el acto que inspira habitualmente la vida de los creyentes religiosos y que suele ser expresado por oraciones, himnos, etc., junto con actitudes corporales como la reverencia profunda, el acatamiento y la postración.
Desde las ciencias sociales, la adoración religiosa no solo se puede dirigir a entidades sobrenaturales o espíritus —representados en algunos casos en ídolos— sino también a los propios ancestros y elementos de la naturaleza del propio territorio o en el cosmos; por ejemplo, la adoración a las huancas del mundo andino, monolitos de piedra alargados y verticales que pueden representar a los ancestros fundadores de un pueblo o comunidad.

## Etimología y significado
El término adoración tiene como origen la palabra latina adorare, compuesta por:
- el prefijo ad-, que significa 'hacia', y[6]
- la palabra orare, que significa 'orar'[7]

De acuerdo a la Real Academia Española, 'adorar' significa «reverenciar o rendir culto a un ser que se considera de naturaleza divina».

## Europa Occidental
En Europa Occidental, la ceremonia del besar la mano del soberano, y algunos otros actos que se realizan arrodillados, pueden describirse como formas de adoración.

## En Asia Menor
Entre los hallazgos arqueológicos de Asia Menor, el que está considerado como uno de los más antiguos dioses es El (en hebreo אֵל) que tradicionalmente se traduce como ‘Dios’ o ‘deidad’. En todo el Levante mediterráneo era denominado El o Il, siendo el Dios supremo, padre de la raza humana y de todas las criaturas; por ejemplo, en la mitología cananea en donde ocupaba el lugar principal y era llamado «padre de todos los dioses».

## En la antigua Roma
En la Roma clásica, la adoración era principalmente un acto de homenaje que se realizaba levantando la mano hacia la boca, besándola y luego agitándola en dirección al objeto adorado. El devoto tenía la cabeza cubierta, y después del acto se dio la vuelta de izquierda a derecha. A veces besaba los pies o las rodillas de las imágenes de los propios dioses, y Saturno y Hércules eran adorados con la cabeza descubierta. Por una transición natural, el homenaje, al principio pagado solo a los seres divinos, llegó a rendirse a los monarcas. Así, los emperadores griegos y romanos eran adorados inclinándose o arrodillándose, agarrando la túnica imperial y retirando la mano y presionándola contra los labios, o poniéndose la túnica real en los labios.

## Oeste de Asia (Oriente medio) antiguo
Antiguamente en el oeste de Asia, los países predecesores y árabes, evolucionaron a la veneración humana un poco más lento, en Persia el rey Ciro, la forma que ordenó era, que la persona cayera de rodillas y con su cara al suelo cerca de los pies, y besara el suelo, varias veces haciendo lo mismo, esta tradición perdura hasta ahora en día con los potentados árabes. Según el Libro de Daniel (3.1-30), el rey Nabucodonosor II arrojaba al fuego a quienes no adoraban su estatua.
En los países orientales, la adoración se realizaba en una actitud aún más humilde. El método del Persa, introducido por Ciro el Grande, consistía en besar la rodilla y caer de bruces a los pies del príncipe, golpeando la tierra con la frente y besando el suelo. Este golpear la tierra con la frente, normalmente un número fijo de veces, era una forma de adoración que a veces se rendía a los potentados orientales.
Los judíos besaban en homenaje, al igual que otros grupos mencionados en el Antiguo Testamento. Así, en 1 Reyes 19:18, se hace decir a Dios: "Sin embargo, me he dejado siete mil en Israel, todas las rodillas que no se han doblado ante Baal, y toda boca que no lo ha besado". Y en Salmos 2:12, "Besad al Hijo, para que no se enoje, y perezcáis del camino". (Véase también Oseas 13:2.)

## Religiones abrahámicas
La primera vez que aparece la palabra adoración en la Biblia es cuando Abraham va a entregar a su hijo (Génesis 22:5). Esto era una evidente muestra de "'hacer la voluntad de Yahveh Dios'", de obedecer su palabra. Por lo tanto, adoración es la actitud o la intención interna del corazón del hombre para Dios, entendiéndose la obediencia, el servicio, la rendición, el amor, etc.
Como expresión externa de adoración construían altares y una serie de rituales, con el tiempo Moisés hizo el Tabernáculo en el cual los primeros judíos adoraron, siendo Aarón su hermano el sacerdote que ofrendaba las primicias fueran vegetal o animal, hasta que Salomón fundó el primer Templo de Jerusalén, ya David, su padre, había creado los instrumentos y la liturgia adecuada para la Adoración a Yahveh. En los 10 mandamientos, los primeros dos mandamientos son referentes, a la adoración exclusiva de Dios, y no de la imagen.

### La adoración en el islam
La adoración, Ibadah, según se entiende en el islam, atañe a la purificación del alma y, a la vez, a la vida diaria del ser humano. La base de la adoración reside en el hecho de que los seres humanos son criaturas y siervos de Dios, su Creador y su Señor, hacia quien tienen destinado su regreso. Así, el acercamiento del hombre hacia Dios, en estrecho contacto, reverencia y con espíritu de devoción y humilde sumisión, se llama Ibadah.

### La adoración en el cristianismo
El cristiano debe hacer de la adoración una forma de vida, en su trabajo, en el hogar, o en su entretenimiento... Dado que adoración es la actitud o la intención interna del corazón del hombre para Dios, implica la obediencia, el servicio, la rendición, el amor, etc. Es decir, implica una forma de vida que permite tener comunión con el Espíritu Santo (Juan 4:24).
La adoración puede adoptar la forma de adoración eucarística. El Papa Benedicto XVI reflexionó al respecto: "Sólo en la adoración puede desarrollarse una acogida profunda y verdadera. Y es precisamente este acto personal de encuentro con el Señor el que desarrolla la misión social que está contenida en la Eucaristía y que quiere romper las barreras, no sólo las barreras entre el Señor y nosotros, sino también y sobre todo las que nos separan a unos de otros". En una línea similar el papa Francisco escribió: "La adoración perpetua de la Eucaristía [está] creciendo en todos los niveles de la vida eclesial. Aun así, debemos rechazar la tentación de ofrecer una espiritualidad privatizada e individualista que no concuerda con las exigencias de la caridad" (Evangelii gaudium, 262), Algunas iglesias contienen "capillas de adoración" en las que la Eucaristía se expone a la adoración continuamente para que los fieles puedan observar su fe a través de ella. "El Curé de Ars pasaba horas delante del Santísimo Sacramento. Cuando la gente le preguntaba qué hacía o qué decía durante esas horas, él respondía: 'Él me mira, y yo le miro'". 

#### Adoración versus veneración

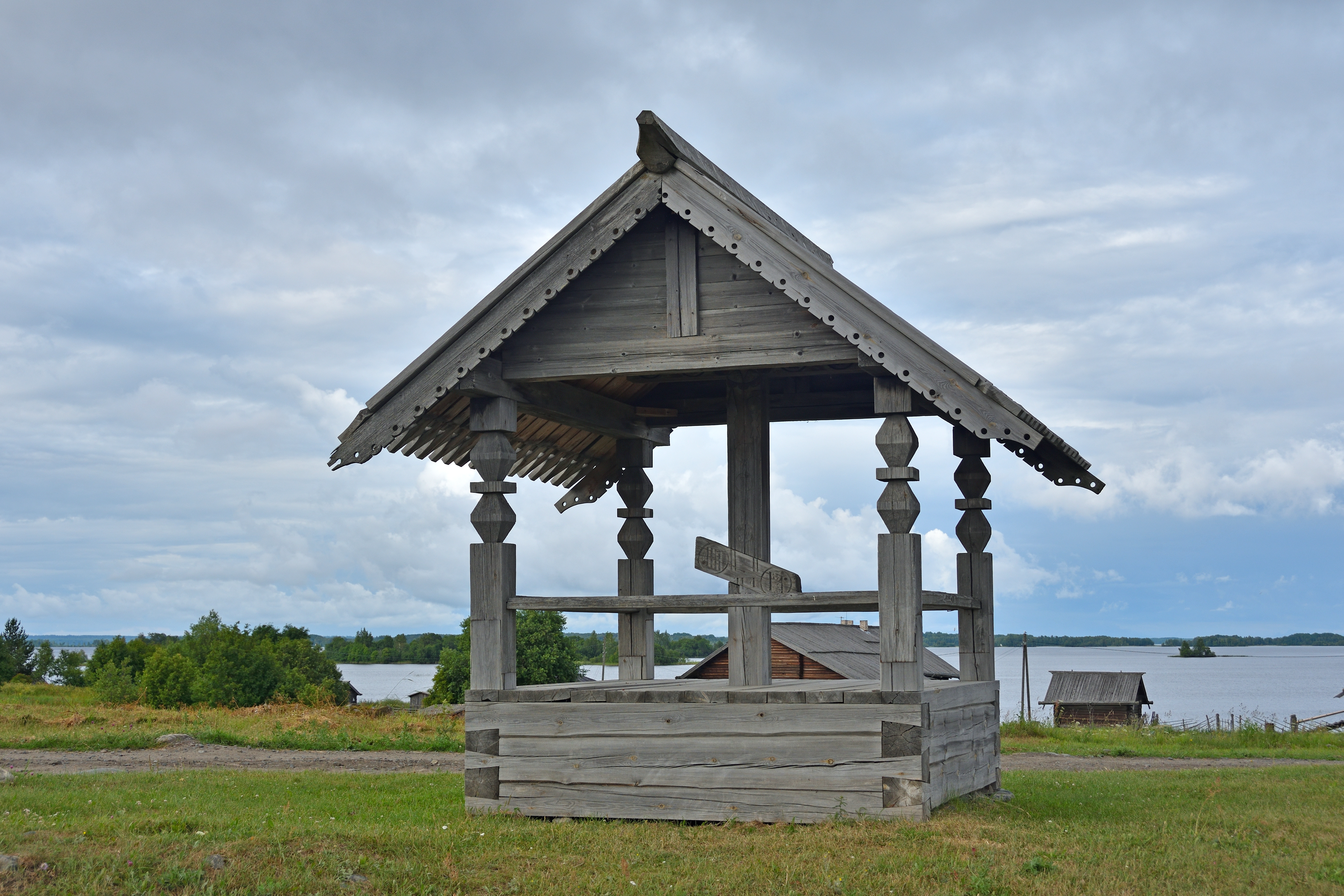
Una cruz al borde del camino en Kizhi, República de Karelia.

El Nuevo Testamento usa varias palabras traducibles como "adoración". La palabra proskuneo - "adorar" - significa inclinarse ante dioses o reyes.
La Iglesia católica, la iglesia ortodoxa y el anglicanismo, hacen una distinción técnica entre dos conceptos diferentes:
- adoración o latria (latín adoratio, griego latreia , [λατρεία] ), que se debe solo a Dios
- veneración o dulia (latín veneratio, griego douleia [δουλεία] ), que se puede ofrecer legalmente a los santos

Los actos externos de veneración se parecen a los de adoración, pero difieren en su objeto e intención. Los cristianos protestantes, que rechazan la veneración de los santos, se preguntan si los católicos siempre mantienen tal distinción en la práctica devocional real, especialmente en el nivel de la religión popular.
Según Mark Miravalle, la palabra inglesa "adoración" es equívoca, ya que se ha utilizado (en la escritura católica, al menos) para denotar tanto adoración/latria como veneración/dulia, y en algunos casos incluso como sinónimo de veneración como distinto de la adoración:
Como explica Santo Tomás de Aquino, la adoración, que se conoce como latría en la teología clásica, es el culto y el homenaje que se ofrece con justicia solo a Dios. Es la manifestación de la sumisión y el reconocimiento de la dependencia, apropiadamente mostrada hacia la excelencia de una persona divina increada y hacia su señorío absoluto. Es la adoración del Creador lo que solo Dios merece. Aunque vemos en inglés un uso más amplio de la palabra "adoración" que puede no referirse a una forma de adoración exclusiva de Dios, por ejemplo, cuando un esposo dice que "adora a su esposa", en general se puede sostener que adoración es la mejor denotación inglesa para el culto de latria.
La veneración, conocida como dulia en la teología clásica, es el honor y la reverencia debidos apropiadamente a la excelencia de una persona creada. La excelencia exhibida por los seres creados merece igualmente reconocimiento y honor. Vemos un ejemplo general de veneración en eventos como la entrega de premios académicos a la excelencia en la escuela, o la entrega de medallas olímpicas a la excelencia en el deporte. No hay nada contrario a la debida adoración a Dios cuando ofrecemos el honor y el reconocimiento apropiados que las personas creadas merecen basados en el logro de la excelencia.
Debemos hacer una aclaración adicional sobre el uso del término "culto" en relación con las categorías de adoración y veneración. Históricamente, las escuelas de teología han utilizado el término "adoración" como un término general que incluía tanto la adoración como la veneración. Distinguirían entre "adoración de adoración" y "adoración de veneración". La palabra "adoración" (de manera similar a como se usa tradicionalmente el término litúrgico "culto") no era sinónimo de adoración, pero podía usarse para introducir adoración o veneración. Por lo tanto, las fuentes católicas a veces usarán el término "adoración" no para indicar adoración, sino solo el culto de veneración dado a María y los santos.
El judaísmo ortodoxo y el islam sunita ortodoxo sostienen que, a todos los efectos prácticos, la veneración debe considerarse lo mismo que la oración; El judaísmo ortodoxo (posiblemente con la excepción de algunas prácticas jasídicas ), el islam sunita ortodoxo y la mayoría de los tipos de protestantismo prohíben la veneración de santos o ángeles, clasificando estas acciones como similares a la idolatría.
De manera similar, los testigos de Jehová afirman que muchas acciones clasificadas como patrióticas por los grupos protestantes, como saludar una bandera, cuentan como equivalentes a la adoración y, por lo tanto, también se consideran idólatras.

## Budismo
La adoración en el budismo puede adoptar innumerables formas dada la doctrina de los medios hábiles. La adoración es evidente en el budismo en formas tales como: guru yoga, mandala, thanka, yantra yoga, la disciplina de los monjes luchadores de Shaolin, panchamrita, recitación de mantras, ceremonia del té, ganacakra, entre otras. La devoción budista es una parte importante de la práctica de la mayoría de los budistas. Según un portavoz del Consejo Sasana de Birmania, la devoción a las prácticas espirituales budistas inspira devoción a la Triple Gema. La mayoría de los budistas utilizan el ritual en pos de sus aspiraciones espirituales. En el budismo, puja (sánscrito y pali: pūjā) son expresiones de "honor, adoración y atención devocional". Los actos de puja incluyen inclinarse, hacer ofrendas y cantar. Estos actos devocionales generalmente se realizan a diario en el hogar (ya sea por la mañana o por la noche o ambos), así como durante los festivales comunales y los días de Uposatha en un templo.
La meditación (samādhi) es una forma central de adoración en el budismo. Esta práctica se centra en el tercer paso del Óctuple Sendero que, en última instancia, conduce al autodespertar, también conocido como iluminación. La meditación promueve la autoconciencia y la exploración de la mente y el espíritu. Tradicionalmente, la meditación budista había combinado samatha (el acto de detenerse y calmarse a uno mismo) y vipasyana (ver claramente dentro) para crear una experiencia completa de mente y cuerpo. Al detener las actividades cotidianas y concentrarse en algo simple, la mente puede abrirse y expandirse lo suficiente como para alcanzar un nivel espiritual. Al practicar el paso de vipasyana, uno no alcanza la etapa final de conciencia, sino que se acerca un paso más. La meditación consciente le enseña a uno a dejar de reaccionar rápidamente a los pensamientos y objetos externos que se presentan, sino a mantener pacíficamente el pensamiento sin responder inmediatamente a él. Aunque en la fe budista tradicional, la iluminación es el objetivo final deseado de la meditación, es más un ciclo en un sentido literal que ayuda a las personas a comprender mejor sus mentes. Por ejemplo, la meditación conduce a la comprensión, a la bondad y a la paz.